# Новинска агенција
Новинска агенција је посредничка информативна установа која властитим и изнајмљеним кадром, средствима везе и саобраћаја, свакодневно прикупља информативни материјал из матичне земље и иностранства и уз наплату га доставља на кориштење домаћим и иностраним средствима информација (штампи, радију, телевизији), другим домаћим и иностраним корисницима (државним органима, привредним, финансијским, културним и другим организацијама и установама). Постоје краће и сажетије дефиниције: „Новинска агенција је организација за сакупљање, обраду и дистрибуцију вијести, чији су производи намијењени новинама, часописима, радију, телевизији и другим медијима масовне комуникације.‍:pp. 7

## Настанак и развој
Шарл Луј Авас син државног чиновника, писац и преводилац, 1835. године у Паризу оснива агенцију за превођење најважнијих чланака који се појављују у страној штампи, намјењеним француским дипломатама. Проширио је информативну службу уз помоћ голубова писмоноша. Свакодневно је успјевао да добије податке о стању на лондонској берзи и да их прода париским новинама. Агенција Авас ће преко сто година задржати јаке позиције, не само у националном оквиру, већ и на свјетској сцени, а новембра 1846. њен власник ће бити одликован орденом Легије части. Агенција се одржала, али није добила насљеднике све до појаве телеграфа. Оне ће деценијама колоквијално бити називане „службе путем жице“.
Телеграф су први патентирали Кук и Винстон у Енглеској 1837. године, међутим Семјуел Морзе је након три године патентирао телеграфски метод „тачка-црта“ (Морзеова азбука). Маја 1844. године довршава телеграфску линију између Балтимора и Вашингтона. Прва вијест пренесена том линијом јесте исход гласања у парламенту о питању граница Орегона, око којег су се спориле Сједињене Америчке Државе и Велика Британија.
Прва телеграфска линија која је отворена у Европи 1845. године, покрива 125 колометара између Париза и Руана, а шест година касније успостављена је веза преко Ламаша, између Калеа и Довера. Без телеграфа, свака вијест је била осуђена на дуга путовања. Нпр. Вијест о поразу Наполеона на Ватерлоу 1815. године, стигла је у Лондон након четири дана, док вијест о Наполеоновој смрти стигла је бродом до континента тек послије два мјесеца.
Вијести су стизале до новина а затим и до читалаца за неколико сати. Прва вијест у Енглеској путем „жице“ 6. августа 1844. године, пратила је живот славних и моћних, наиме телеграмом из двора Виндзор јавност је обавијештена да је краљица Викторија добила сина.
Појава телеграфа и „провлачење“ подводних каблова означили су и почетак доба телекомуникација, јер је први пут информација могла да путује брже, поузданије и сигурније од људи. Нагли раст значаја глобалне трговине условио је истовремено и јачање комерцијалне вриједности снажно растуће телеграфске размјене свјетских информација. Зато су велике међународне новинске агенције биле прва значајна форма глобалних медија, претеча мултинационалних (транснационалних) кампанија.
Шест њујоршких листова 1848. године оснива агенцију Харбор њуз асосијешен (Harobour News Asociation), чији ће новинари у градској луци Бостона дочекивати бродове из Европе са вијестима из тог дијела свијета и слати их телеграфом у Њујорк. Та агенција је прерасла у познату америчку агенцију Асошијетед Прес (Associated Press - AP).
У Берлину 1848. године директор локалног телеграфског друштва Берхарт Волф, оснива прву њемачку новинску агенцију (Wolff Sches Telegraphen Burean). За Волфа ради Paul Julius Rojter, бивши директор једне берлинске издавачке куће, који је наредних година боравио у Паризу код Аваса, а затим у Лондону, гдје 1851. добија надзор над воденим телеграфским каблом између Калеа и Довера. Тако настаје Reuter Telegraph Agency која преноси само финансијске вијести. Авас, Волф и Ројтер ће владати системом прикупљања и преношења вијести и постаће обавезни партнери читаве периодичне штампе.‍:pp. 9

## Агенције

### Агенција Франс Прес / АФП
Француз Шарл Луј Авас власник фирме за превод текстова из страних новина 1835. године своје мало предузеће претворио је у новинску агецију појачану дописничком мрежом. Дописници су Авасу били потребни јер новине себи нису финансијски могле да приуште развој широке дописничке мреже. Авасова идеја била је продати вијести на тржишту. Тако је настала прва новинска агенција у свијету - Агенција Авас. Године 1879. агенција постаје државно предузеће, поред вијести, Авас почиње да емитује и рекламе. Агенција Авас и компаније за рекламирање „Societe Generale des Annonces“ спајају се 1920. године. У Лондону 1. августа 1940. покренута је Француска информативна агенција (Agenceferancaise d’ Information -AFI). Агенцијски посао који сада припада држави, постаје Француска информативна служба (OFI - Office Francais d’ Information). Пол Луј Брет у Алжиру, новембра 1942. покреће Агенцију, а 5. марта 1944. године прелазна влада спаја ОФИ и Frans - Afriguwe и тако настаје Agence Francaise de Presse, агенција Авас је преименована у Агенцију Франс Прес са већинским државним власништвом.

### Агенција Ројтерс (Реутерс)
Паул Јулијус фон Ројтер октобра 1851. године у лондонском Ситију отворио је канцеларију из које је емитовао берзанске котације измежу Лондона и Париза. Двије године раније Ројтерс је користио голубове који су преносили цијене са берзе између Ахена и Брисела. Сервис „голубља пошта“ трајао је годину дана док није успостављена телеграфска мрежа. Агенција је за кратко вријеме постала позната под именом Ројтерс. Постаје највећа на свијету новинска и ТВ агенција са 2498 уредника, новинара, фотографа и сниматеља у 198 бироа који „опслужују“ 150 земаља.

### Асошијетед Прес (Ассоциатед Пресс - АП)
АП - је америчка мултинационална непрофитна новинска агенција основана у Њујорку маја 1848. године под именом Harbor News Association као непрофитна кооперативна новинска служба, настала спајањем шест листова. Новинари су чекали бродове у луци у Бостону и од путника сазнавали актуелне информације. Агенција је посједовала једрењак којим су путовале трговачке информације из Европе. Ова свјетска новинска агенција снадбијева више од милијарду људи сваког дана вијестима, фотографијама, графиконима, аудио и видео снимцима. АП емитује информације на пет страних језика: енглеском, њемачком, холандском, шпанском и француском. АП је добитница 47 Пулицерових награда у више категорија, док је за фотографију добила 28 награда. АП од 2006. године користи YоуТубе, а две године касније покреће свој мултимедијални информативни портал под називом AP Mobile News Network.

### Новинска агенција Русије
Новинска агенција Русије убраја се међу пет највећих свјетских новинских агенција, настала је у јануару 1992. године након распада Савеза Совјетских Социјалистичких Република (СССР). Агенција је у другом дијелу назива задржала име телеграфске агенције Совјетског Савеза (ТАСС) као препознатљиво име у информативном свијету, а испред додала ИТАР (Информативно телеграфска агенција Русије). Претеча ТАСС-а а потом ИТАР ТАСС-а настао је почетком 20. вијека када су три министарства - финансија, унутрашњих и спољних послова покренула иницијативу за формирање прве званичне новинске агенције тадашње Русије. У јулу 1904. године основана је Санктпетербуршка телеграфска агенција (СПТА) која је почела да ради 1. септембра 1904. године. СПТА је 1914. године „прекрштена“ у Петроградску телеграфску агенцију (ПТА). ПТА је централни информативни орган Совјета народних комесара Руске Социјалистичке Федеративне Совјетске Републике. Годину дана касније 7. септембра 1918. године од ПТА и Бироа за штампу РСФСР формирана је руска телеграфска агенција (ПОСТА).

### Новинска агенција Синхуа (Кина)
Кинеска Новинска агенција Синхуа (Нова Кина) убраја се међу пет глобалних агенцијских мултимедијалнх магната. Агенција дјелује од 1937. док је њен претходник агенција [Црвена Кина], основана у новембру 1931. године. Централна агенција налази се у Пекингу, броји више од 7000 запослених и око 1500 дописништава у највећим кинеским градовима и 150 широм свијета. Има дописнике у више од 100 земаља и пет регионалних канцеларија које емитују вијести директно, без слања у централу. Агенција има унутрашњу, спољашњу, редакцију за иностранство, спортску, фото, документација, информативни и мрежни центар одакле дневно шаљу 400 000 карактера. Исто толико шаљу и у иностранство на седам језима. Синхуа посједује Институт за истраживачко новинарство и новинарску школу.

### Агенција Авала
Прву Југословенску новинску агенцију Авала сновао је француски новинар Албер Мусе (Албрт Муссет) септембра 1919. године у Београду, уз одобрење владе Краљевине СХС. Први координатор агенције био је Риста Марјановић (1885—1969) наш први новински фото-репортер, а први сарадници били су французи Де Кок и Гастон Кастеран а уз њих и наш новинар Манојло Озреновић. Године 1924. Авала основа сопствену редакцију а исте године оснива и привредну службу за бежични пријем и слање финансијских, берзанских и трговачких информација домаћим корисницима. Уговором између Министарства унутрашњих послова и агенције Авас, Ројтерс и АТЦ (Берн) обезбијеђено је да Авала сервисе ових агенција прима искључиво за земљу и доставља домаћим претплатницима на српскохрватском и словеначком језику. Тако је укинута монополска контрола њемачке агенције Волф на Авалом. Авала је набавила мању радио-станицу којом је себи припојила мале приватне агенције Југорадио и Око (Београд) као и Војводина (Нови Сад). Почетком 1927. године Авала прелази у надлежност Одсека за штампу Министарства иностраних послова, а тиме и на државни буџет. Године 1929. Авала је претворена у акционарско друштво и држава је посједовала 90%, а југословенски листови 10% акција. Агенција Авала 6. јуна 1941. године ликвидирана је од стране њемачког окупатора, а њене просторије, техничку и дио персонала припојио својој агенцији ДНБ.

### Агенција Танјуг
Танјуг је основан у новембру 1943. године у Јајцу с циљем да вијерно презентује свијету шта се то код нас збива и да упозна читаоце шта се збива у свијету. Оснивач Танјуга био је Моша Пијаде, који му је дао име а први директор био је Владислав Рибникар. Почео је да ради уз помоћ малог трофејног предајника и гештентера (машином за умножавање) у лошем стању и раштимоване писаће машине. Танјуг је прва новинска агенција настала у окупираној Европи у Другом свјетском рату. Прва редакција радила је углавном у шуми. Први задатак Танјуга је био да преко радио-телеграфских емисија обавијести вијет о свему што се збивало на Другом засиједању АВНОЈА у Јајцу. Агенција је од самог почетка била под снажним утицајем совјетске агенције ТАСС. Танјуг је преко Москве емитовао у свијет шта се дешава у Југославији. Прва радио станица која је објавила информацију о оснивању Танјуга био је ББЦ. Прва агенција Танјуга почела је да ради у Јајцу, да би преко Дрвара, Виса, Барија и Ваљева, септембра 1944. године стигла у Аранђеловац. Средином седамдесетих Танјуг је био једна од најпоузданијих новинских агенција у свијету. Током ратова на простору СФРЈ Танјуг је прекршио основна правила агенцијског извјештавања. Распадом СФРЈ распао се и Танјуг, тако да су новинске агенције у новонасталим државама настале из Танјуга. У Републици Српској основана је СРНА (Српска новинска агенција), у Хрватској ХИНА (Хрватска извјештајна новинска агенција), у ФБИХ ФЕНА (Федерална новинска агенција), у Црној Гори МИНА, у Словенији СТА (Словенска тискова агенција), у Македонији МИА (Македонска информативна агенција).

### Српска новинска агенција - СРНА
СРНА а. д. Бијељина основана је 7. априла 1992. године као Српска новинска агенција СРНА, а одлуком Владе Републике Српске 27. марта 2008. године добила је свој садашњи назив. Агенција СРНА пружа корисницима својих сервиса цјеловито и брзо извјештавање. СРНА има 12 информативних сервиса којима прати збивања у Републици Српској, Федерацији БиХ, Србији, Црној Гори и осталим земљама региона, ЕУ, Русији и свијету. Посједује посебан сервис који се бави ауторским текстовима, као и сервис на енглеско језику. Осим писаног, СРНА има и фото-сервис и фоно-сервис. Ова два сервиса заокружују и надопуњују новинарске форме Агенције, али представљају и специфичне цјелине које пружају корисницима посебну информацију. Агенција има најјачу дописничку мрежу у Републици Српској, Федерацији БиХ, као и дописнике у Србији, Црној Гори и региону, те у значајним европским центрима. Сједиште Агенције налази се у Бијељини. Чланица је Асоцијације балканских агенција - АБНА.